# Água desmineralizada
Água desmineralizada ou água deionizada tem todos os sais minerais removidos, sendo própria para ser utilizada em processos químicos. É utilizada em baterias, radiadores, limpa pára-brisas, ferros de engomar, laboratórios, aquários e fotografia.
Água desmineralizada: a desmineralização da água é o processo de remoção praticamente total dos íons presentes em uma água, podendo ser efetuado através de passagem por vasos de troca iônica, por equipamento de osmose reversa ou processos de evaporação/condensação dos vapores gerados. Como a desmineralização da água consiste na remoção dos íons nela presentes, o processo é também chamado deionização. Cada processo apresenta vantagens e desvantagens, em função do volume/vazão a ser gerado e do nível de desmineralização necessário.
O processo de desmineralização de água por resinas de troca iônica é o sistema mais simples e econômico, utilizado para purificação de água, e esta tecnologia tem sido a preferida no Brasil, devido à baixa salinidade média das águas brasileiras, pela facilidade operacional, baixo custo de aquisição dos equipamentos, baixo custo operacional e alta taxa de recuperação de água, que pode chegar a 98%.
Outras águas podem ser consideradas desmineralizadas de baixo custo, como água de chuva, água de ar condicionado e água de geladeira, porem não podem ser consideradas totalmente desmineralizadas visto que ficam em contato com superfícies metálicas, canos, dutos, ar superficial e poeiras.